# Victoria Beckham
Pour les articles homonymes, voir Beckham et Adams.
Victoria Beckham, née Victoria Caroline Adams le 17 avril 1974 à Harlow (Angleterre), est une chanteuse, danseuse, styliste, designer et femme d'affaires britannique. Elle est surtout connue pour être l'une des célèbres Spice Girls ; son surnom dans le groupe est Posh Spice. Entre 1996 et 1998, Spice Girls est considéré comme le plus grand groupe musical féminin, avec plus de 86 millions de disques vendus en l'espace de deux opus et 10 singles classés numéros 1 dans le monde,,,.
Après la séparation du groupe en 2001, Victoria entame une carrière solo et enregistre trois albums dont seul le premier intitulé Victoria Beckham sera commercialisé officiellement et publie quatre singles qui entreront tous dans le Top 10 des charts britanniques. En 2004, elle abandonne définitivement sa carrière de chanteuse pour se consacrer à sa passion pour la mode et devient au fil du temps, une styliste internationalement reconnue grâce à ses lignes de vêtements Victoria Beckham et dVb.
En 2007, elle est la 52e femme la plus riche du Royaume-Uni et, avec la fortune conjointe de son mari, l'ancien footballeur international anglais David Beckham, la 19e personne la plus riche du pays.

## Biographie

### Famille et jeunesse
Victoria Adams naît le 17 avril 1974 au Princess Alexandra Hospital de Harlow dans le comté d'Essex et grandit à Goffs Oak dans celui du Hertfordshire. Elle est l'aînée des trois enfants de Jacqueline Doreen (née Cannon), une ancienne employée d'assurance et coiffeuse, et d'Anthony William Adams (dit Tony), qui travaille comme ingénieur en électronique,. Le couple fonde un commerce de gros d'électronique qui permet une éducation confortable pour Victoria, sa sœur Louise et son frère Christian.   
Un de ses ancêtres paternels est l'artiste et révolutionnaire communiste allemand, originaire d'Heilbronn, Carl Pfänder (en) (1818-1876), proche de Karl Marx ; ce qui fait également d'elle une petite-nièce éloignée de l'homme politique américain William Pfaender (en) (1826-1905), membre du Sénat du Minnesota et également natif d'Heilbronn,.   
Ses parents l'inscrivent à la Jason Theatre School puis en 1991, elle entre au Laine Theatre Arts à Epsom dans le Surrey ; elle y apprend la danse et le mannequinat,. Elle fréquente également le lycée St. Mary à Cheshunt, où elle est gênée par la richesse de sa famille et demande à son père de ne pas la déposer à l'extérieur de l'école dans leur Rolls Royce.  
Finalement, elle devient membre d'un groupe appelé Persuasion.

### Carrière musicale

#### The Spice Girls

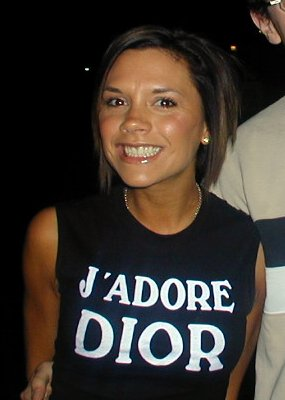
Victoria Beckham en octobre 2001

En 1994, Victoria Adams auditionne pour une publicité parue dans The Stage qui demande des filles « intelligentes, extraverties, ambitieuses et capables de chanter et de danser »,. Elle, Melanie Chisholm, Melanie Brown, Emma Bunton et Geri Halliwell, forment ainsi un girl group : les Spice Girls, ayant pour manager, Simon Fuller. 
En 1996, elles sortent un premier single, Wannabe qui arrive en tête des ventes dans plus de 31 pays. Posh (Victoria), Sporty (Melanie C), Scary (Melanie B), Baby (Emma) et Ginger (Geri) deviennent un des plus grands phénomènes de la musique britannique pendant plusieurs années. « J'étais Posh parce que je portais des vêtements chics, pas si chics en fait […] j'aimais les bons restaurants, et j'avais l'air désagréable. Mais je ne l'étais pas ! […] Il fallait que je m'invente une attitude et j'ai trouvé ça : fixer les gens en faisant la moue » précise-t-elle à propos de son surnom. Malgré le succès, Geri Halliwell quitte le groupe le 28 mai 1998 en pleine tournée. Les quatre autres finissent la tournée sans elle. Elles lancent leur troisième album, Forever en 2000, mais le groupe annonce une pause en février 2001. 
En 2007, les cinq membres du groupe annoncent officiellement leur reformation pour une ultime tournée mondiale. Mais dès l'année suivante lors du concert de Madison Square à New York, elle sait que c'est la fin de son aventure musicale ; sa situation familiale et professionnelle ont changé, « la passion n'y était plus » explique-t-elle.

Leur dernière prestation a lieu lors de la cérémonie de clôture des Jeux olympiques de Londres, le 12 août 2012.

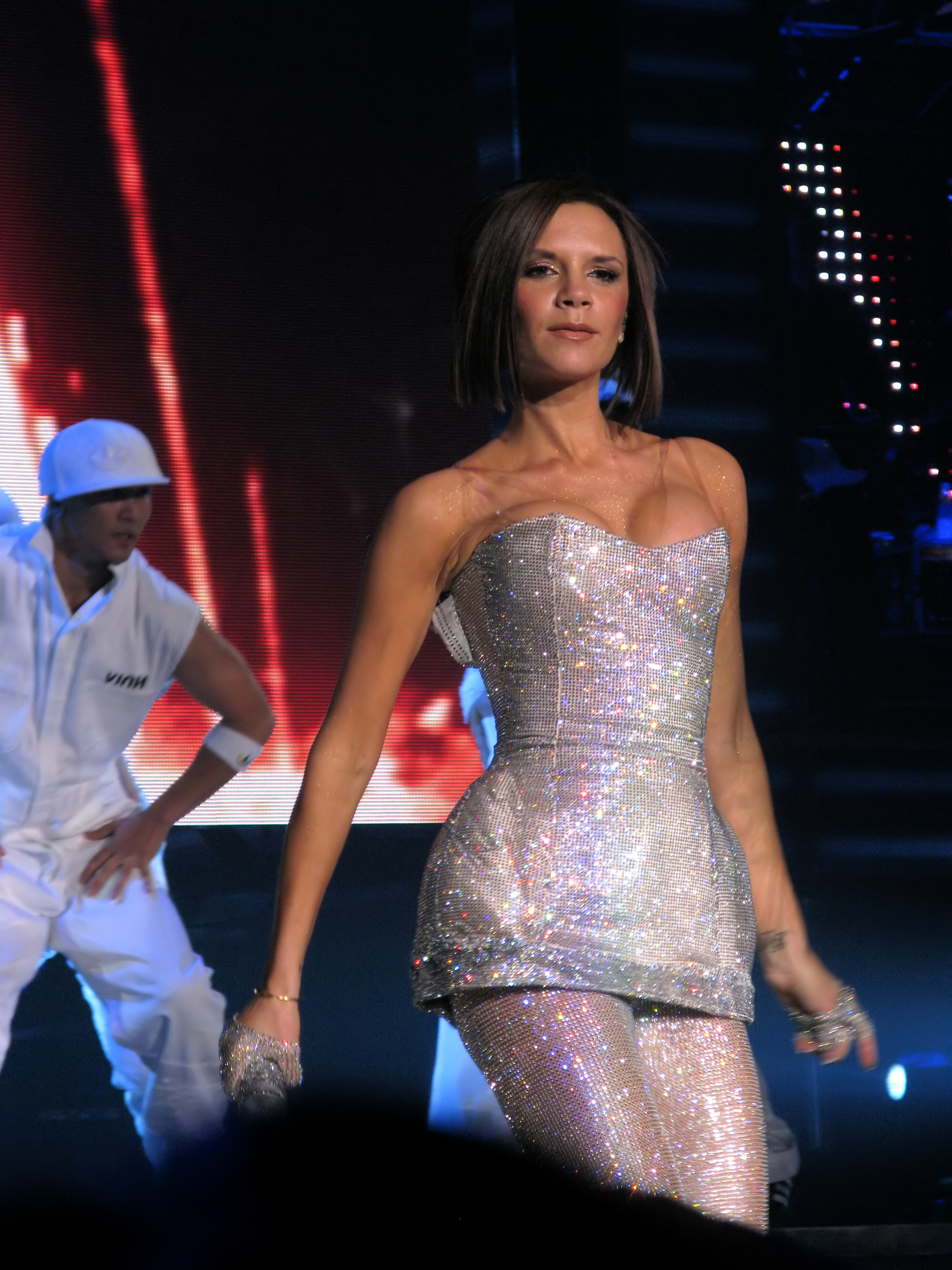
Victoria Beckham et les Spice Girls à Las Vegas, 2007.

#### Carrière solo
Le 14 août 2000, Victoria Beckham sort son premier single sans les Spice Girls Out Of Your Mind, une collaboration avec les DJ Truesteppers et le chanteur Dane Bowers du groupe Another Level. La semaine du lancement de ce titre coïncide avec la sortie de Groovejet (If This Ain't Love), célèbre morceau du duo Spiller dont la partie vocale est assurée par la chanteuse Sophie Ellis-Bextor, créant alors une réelle bataille dans les charts qui sera appelée par la presse britannique Posh vs Posher. À la suite d'une énorme campagne publicitaire, Out Of Your Mind s'écoule à 180 584 exemplaires en première semaine, ce qui lui permet de se classer 2e juste derrière Spiller.
À la suite de ce premier titre à succès, Victoria Beckham lance son deuxième single en tant qu'artiste solo Not Such an Innocent Girl en septembre 2001. Une fois encore, elle se retrouve en compétition avec cette fois-ci le nouveau single de Kylie Minogue, Can't Get You Out of My Head. En dépit d'une énorme campagne de promotion, Victoria Beckham se retrouve battue et n'entre qu'en 6e position des ventes. Dans la foulée, son premier album Victoria Beckham, sort le 1er octobre 2001 dans les bacs. Victoria signe onze des douze chansons de l'album dont l'une est dédiée à son mari David Beckham, I.O.U. et pour son fils, Every Part Of Me. L'album se classe 10e des meilleures ventes d'albums au Royaume-Uni et se vend à plus de 50 000 exemplaires. 
Le second et dernier single extrait de cet album A Mind of Its Own est publié le 11 février 2002. Le titre se hisse jusqu'à la 6e place des ventes au Royaume-Uni et s'écoule à plus de 56 500 exemplaires. Très vite, des rumeurs annoncent que Virgin Records songerait à briser son contrat avec Victoria, puisque son single ne s'est pas classé dans le top 5 britannique.
Le troisième single I Wish, est utilisé pour promouvoir l'album, mais ne sera jamais commercialisé physiquement. La version single de ce titre étant un remix en collaboration avec le chanteur Robbie Craig et sera interprété en direct à la télévision lors de l'émission Friday Night's All Wright. À la suite de l'annonce de sa deuxième grossesse, le single est abandonné et elle quitte Virgin Records,. Une déclaration officielle de sa porte-parole est faite disant que  « personne n'a été mis à la porte. Le contrat passé avec Virgin est arrivé naturellement à sa fin et les deux parties ont décidé de ne pas continuer ensemble ».

#### 2002-2003:Open Your Eyes, Come Togetheret dernières publications
En 2002, alors que les médias britanniques décrivent sa carrière musicale comme peu convaincante, Victoria commence l'enregistrement de son deuxième album Open Your Eyes, qui doit initialement contenir le double single Let Your Head Go/This Groove, ainsi que Full Stop un duo avec le rappeur Nas. Finalement déçue du résultat final, elle choisit de ne pas le sortir. Désirant s'orienter vers un son plus urbain, elle signe un contrat d'une valeur de 1,5 million de livres sterling avec la maison de disques Telstar Records et commence à travailler avec le producteur Damon Dash, ancien collaborateur de Jay-Z sur un nouvel album aux influences R&B/hip-hop, Come Together. Un titre produit par Dash It's That Simple en duo avec M.O.P., est enregistré et diffusé en radio à partir de juillet 2003 engendrant des critiques mitigées. 
Le premier single Let Your Head Go/This Groove, sort le 29 décembre 2003 au Royaume-Uni, accompagné d'une forte promotion et de nombreuses apparitions à la télévision pendant la période des fêtes. Le single se classe à la 3e place des charts britanniques la semaine de sa sortie et se vend à plus de 68 600 exemplaires. Il est, avec le single d'Emma Bunton Downtown, considéré comme la meilleure vente réalisée par une Spice Girl en solo depuis Geri Halliwell avec It's Raining Men en 2001. Ce single sera son dernier.
Après plusieurs mois de promotion, elle arrête tout enregistrement. Son troisième album Come Together, ne sera donc jamais commercialisé, Virgin Records ayant empêché la sortie du disque. Dash déclara que les responsables de Telstar Records n'étaient pas ravis de la voir travailler avec lui. « Comme la maison de disques de Victoria n'était pas content qu'elle vienne à New York pour travailler avec moi, ils racontent des histoires. Avant même d'avoir entendu l'album, ils inventaient des trucs. J'ai entendu que Victoria se faisait appeler l'Eminem féminin. C'est débile. Elle n'a jamais dit ça ». En mai 2016, une maquette inédite de l'album contenant dix-sept chansons est mise en vente sur eBay avant d'être diffusé sur Youtube et la plateforme d'écoute Soundcloud. 
En conséquence, tous les autres projets musicaux de Victoria sont annulés. Elle décide alors d'abandonner la musique pour se concentrer sur sa carrière de styliste.

### Écriture
Son autobiographie sort le 13 septembre 2001 sous le titre Learning to Fly (Apprendre à voler) qui s'inspire d'un couplet d'une chanson de la comédie musicale Fame, comédie musicale que Victoria adorait étant petite fille. Le vers en question est « I'm gonna live forever, I'm gonna learn how to fly » (« Je vais vivre pour toujours, je vais apprendre à voler »). Le livre raconte son enfance, la gloire des Spice Girls, son mariage et sa vie familiale, ainsi que sa carrière musicale. Le livre devient alors la troisième meilleure vente de 2001 pour un livre n'étant pas une fiction, et les ventes totales au Royaume-Uni dépassent les 500 000 exemplaires. Lors de sa première édition, le livre se classe 1er des ventes après seulement quatre heures de mise en rayon, déclassant le livre de Robbie Williams à la deuxième place. Une publicité diffusée avant la diffusion de l'émission Parkinson, suivie par plus de 9 millions de téléspectateurs, a contribué à la promotion du livre. Avant la publication du livre, le magazine Hello!, le Daily Mail et The Mail on Sunday achetèrent les droits pour publier un aperçu et des extraits. La somme ainsi engrangé serait proche du million de livres (environ 1 266 000 euros).
Le second livre de Victoria Beckham, That Extra Half an Inch: Hair, Heels and Everything In Between, un guide pratique sur la mode, est publié le 27 octobre 2006. Il contient des conseils sur le mode, le style et la beauté, illustrés de photos prises par Mario Testino, Annie Leibovitz et Steven Meisel.

### Télévision
Victoria Beckham fait des apparitions dans plusieurs documentaires, entrevues ou certaines émissions de télévisions. En 2009, on lui proposa de remplacer Paula Abdul en tant que juge dans la populaire télé-réalité américaine, American Idol. Elle fut cependant vite remplacée par Ellen DeGeneres.
– Diffusion sur Channel4: Victoria's Secrets au Royaume-Uni, 11 janvier 2000.
– Diffusion sur BBC : Victoria Beckham interviewée par Michael Parkinson le 29 novembre 2003.
– Diffusion sur ITV1: The Real Beckhams which, 24 décembre 2003.
– Diffusion: Full Length & Fabulous: The Beckhams' 2006 World Cup Party, 28 mai 2006.
– Diffusion sur NBC: Victoria Beckham: Coming to Americ, 16 juillet 2007 aux États-Unis et au Canada.
– Diffusion sur CNN: Victoria Beckham est interviewée par Larry King Monday.
– Diffusion sur ABC: Ugly Betty, A Nice Day for a Posh Wedding, Saison 2, 9 novembre 2007 aux États-Unis et le 23 novembre 2007 au Royaume-Uni.
– Diffusion sur WABC-TV: Victoria Beckham à Live with Regis and Kelly, 26 septembre 2008.
– Diffusion sur ITV1: David Beckham – A Footballers Story en 2006.
– Diffusion sur London Weekend Television (LWT): Being Victoria Beckham (2002).

### Stylisme

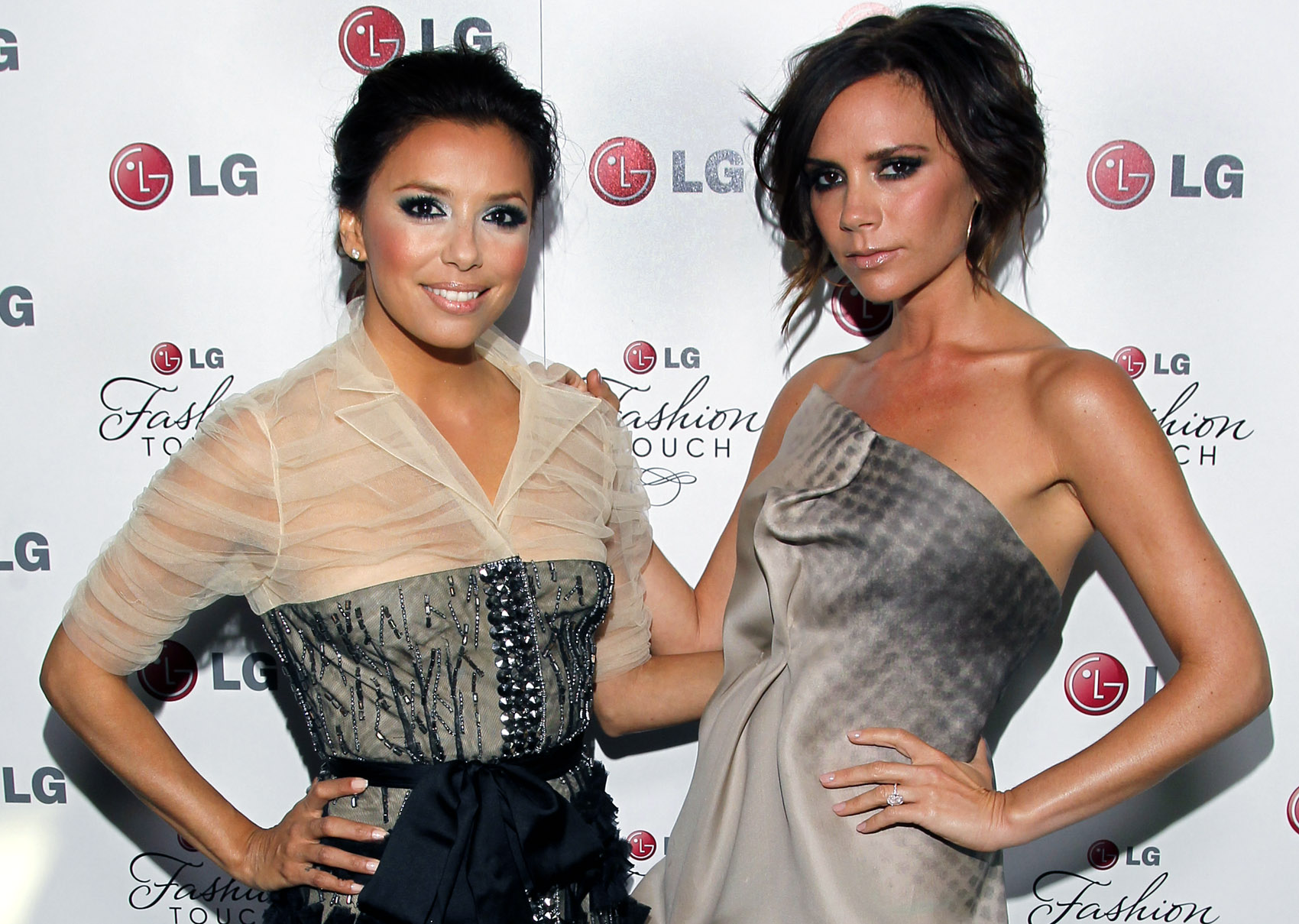
Eva Longoria et Victoria Beckham au LG Mobile Phone Touch Event de 2010.

En 2003, depuis toujours passionnée par la mode, Victoria décide de devenir styliste lorsqu'elle devient, entre autres, l'égérie de Dolce & Gabbana, et cela pour plusieurs années. Elle est la muse pour Marc Jacobs, un ami, dans sa collection de Printemps 2008, l'amie de Christopher Bailey (Burberry) et une proche de Valentino Garavani depuis le début des années 2000. Fan de Prada, elle collectionne les sacs à main Hermès (des Kelly et Birkin) et les chaussures (dont des Louboutin). 
Soutenue par Simon Fuller l’ancien manager des Spice Girls, elle a depuis 2008 sa propre marque dVb qui habille Oprah Winfrey, Cameron Diaz, ou Sarah Jessica Parker, marque dont les collections ont bénéficié au début de la collaboration de Roland Mouret. Comme toute personnalité créant sa propre ligne de vêtements, Victoria Beckham est alors sous le feux des projecteurs, les observateurs sont sceptiques sur ses capacités ; ses créations sobres et minimalistes sont pourtant « immédiatement encensées par la critique » comme le souligne Le Nouvel observateur, à l'image de L'Officiel qui précise que sa première collection « a fait taire les critiques »,. Pour sa première fois, une dizaine de robes, la marque défile durant la Fashion week américaine au Waldorf-Astoria. Les acheteurs des grands magasins réagissent positivement et la ligne de robes, 400 pièces fabriquées à Londres, est présente dans les points de vente les plus renommés mondialement. Il faut attendre la seconde collection pour que le monde de la mode, outre la presse, réagisse enfin positivement et lui offre des encouragements. Par la suite, elle commercialise lunettes de soleil et jeans sous son nom, puis d'autres accessoires dont des sacs à main.
Elle est récompensée de l'équivalent des « oscars » pour la mode aux British Fashion Awards en novembre 2011, devant Tom Ford ou Stella McCartney. Elle fait la couverture de trois magazines Vogue cette même année, puis lance une seconde ligne de produits, moins sophistiquée, intitulée Victoria, Victoria Beckham. Lors de sa collection « Été 2014 » présentée à l'automne 2013, elle présente des modèles eux aussi remarqués par la critique,, renforçant ses inspirations venant des tailleurs masculins et du power dressing ; pour la première fois, cette collection est présentée à Londres. Au printemps de la même année elle lance sa boutique en ligne.
En 2014, elle ouvre dans la foulée une boutique dans la capitale anglaise ; puis elle est désignée « femme d'affaires de l'année » lorsque sa marque réalise 38 millions d'euros avec une centaine d'employés, et 500 points de ventes dans le monde. Cinq ans seulement après le lancement de sa marque, elle commercialise de nouveau les modèles phares qui ont fait son succès. Outre les sorties officielles où Victoria Beckham est habillée par ses propres créations, elle ne renie pas au quotidien de s'habiller avec ses marques fétiches telles Céline, Chloé ou Chanel. Début 2016, elle présente une collection vue comme un revirement sur son style habituel, avec des pièces assez classiques, parfois amples et surtout privilégiant le confort. Par la suite, elle collabore avec diverses marques telles Vetements ou Reebok.

### Vie privée

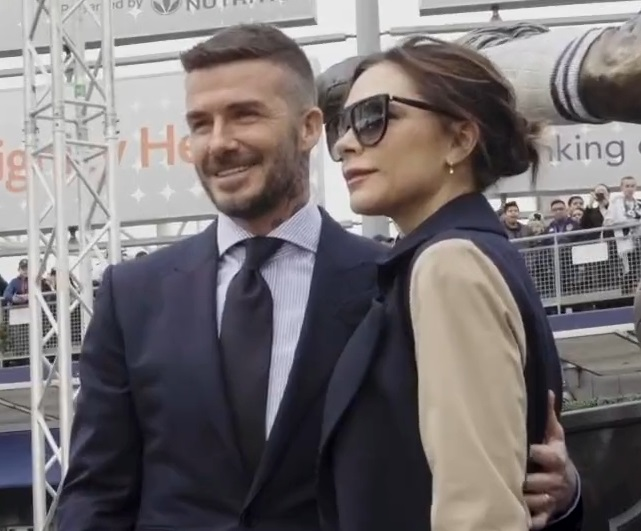
David et Victoria Beckham, 2019

En 1997, grâce à Simon Fuller qui l’emmène saluer les joueurs après une partie, Victoria rencontre David Beckham, lors d'un match de Manchester United. Elle parle de « coup de foudre ». David Beckham n'est alors pas encore une star. Ils tiennent leur relation secrète au départ et se voient entre l'Angleterre et Paris où Victoria est souvent avec son groupe. Ils se fiancent en 1998, et se marient officiellement le 4 juillet 1999. Leur mariage est financé par les droits de ventes des photos de la cérémonie au grand magazine anglais OK!. Ils ont ensemble quatre enfants. 
Leur premier enfant, Brooklyn Beckham, naît le 4 mars 1999, à Londres. Le couple aura deux autres garçons Roméo James Beckham et Cruz Beckham nés respectivement le 1er septembre 2002 puis le 20 février 2005. En février 2011, le couple annonce la venue prochaine de leur quatrième enfant. Victoria accouche le 10 juillet 2011, d'une petite fille nommée Harper Seven Beckham, à Los Angeles.  En effet, le couple a acheté une maison en Californie et s'est installé un temps à Los Angeles, « la période la plus heureuse de ma vie » pour « la sensation de liberté » qu'offre la ville, ajoute-t-elle.
Le couple est aussi l'image de plusieurs marques : Dolce & Gabbana, Marks & Spencer, Adidas, Gillette, Pepsi, Samantha Tavassa, Rock & Republic et Honda, Burberry.

## Discographie

### Singles
| Année | Single                                                               | Classement des ventes | Classement des ventes | Classement des ventes | Classement des ventes | Classement des ventes | Classement des ventes | Classement des ventes | Classement des ventes | Classement des ventes | Album            |
| Année | Single                                                               | R-U                   | IRL                   | AUS                   | ESP                   | SUI                   | P-B                   | BEL                   | SUE                   | NOR                   | Album            |
| ----- | -------------------------------------------------------------------- | --------------------- | --------------------- | --------------------- | --------------------- | --------------------- | --------------------- | --------------------- | --------------------- | --------------------- | ---------------- |
| 2000  | Out of Your Mind (Truesteppers & Dane Bowers feat. Victoria Beckham) | 2                     | 4                     | 27                    | 4                     | 98                    | 16                    | 39                    | 23                    | 5                     | Truestepping     |
| 2001  | Not Such an Innocent Girl                                            | 6                     | 23                    | 36                    | 15                    | —                     | —                     | —                     | —                     | —                     | Victoria Beckham |
| 2002  | A Mind of Its Own                                                    | 6                     | —                     | —                     | —                     | —                     | —                     | —                     | —                     | —                     | Victoria Beckham |
| 2003  | Let Your Head Go / This Groove                                       | 3                     | 17                    | —                     | —                     | —                     | —                     | —                     | —                     | —                     | Come Together    |

## DVD
| Année | Nom |
| ----- | --- |
| 2001  | Not Such An Innocent Girl - DVD single |
| 2001  | A Mind Of Its Own - DVD single |
| 2004  | The 'Réal' Beckhams - DVD documentaire. Bonus : clips de Let Your Head Go et This Groove, six chansons (This Groove, Let Your Head Go, Me & You This Time, That Dude, Valentine, Resentment) |

## Filmographie
| Année | Film                             | Rôle       |
| ----- | -------------------------------- | ---------- |
| 1997  | Spice World, le film             | elle-même  |
| 2007  | Ugly Betty (saison 2, épisode 7) | elle-même  |
| 2010  | Bob l'éponge                     | Amphitrite |

#### Ouvrages
- Posh and Becks (Andrew Morton, 2001)  (ISBN 1-8547-9886-3)
- Learning to Fly (Michael Joseph Ltd, 13 septembre 2001)  (ISBN 0-7181-4491-0)
- That Extra Half an Inch: Hair, Heels and Everything In Between (Michael Joseph Ltd, 27 octobre 2006)  (ISBN 0-7181-4991-2)

#### Article
- Philippe Vandel, « Victoria Beckham. Plein la Posh », La Parisienne, no 204,‎ février 2012, p. 50